# Schwarzer See (Krakow am See)
Der Schwarze See ist ein See im Stadtgebiet von Krakow am See im Landkreis Rostock in Mecklenburg-Vorpommern. Er liegt vollständig im Naturpark Nossentiner/Schwinzer Heide.
Der beinahe dreieckige See besitzt eine Größe von 17,3 Hektar bei einer maximalen Ausdehnung von 860 mal 335 Metern. Der Wasserspiegel liegt 50,2 m ü. NHN. Am südlichen Ende besitzt das Gewässer einen Abfluss in den westlich gelegenen Langsee. Dieser Graben führt jedoch nicht ständig Wasser.
Der Krakower Ortsteil Neu Sammit liegt 700 Meter südwestlich des Schwarzen Sees. In geringer Entfernung verlaufen östlich die Landesstraße 37 sowie die Bahnstrecke Güstrow–Meyenburg. Mit Ausnahme des südöstlichen Ufers ist der See vorwiegend von Kiefernwald (Pinus sylvestris) umgeben. An der Nordspitze grenzt mit Laubgehölzen bestandener Bruchwald an.

## Flächennaturdenkmal
Das 2,1 Hektar große Flächennaturdenkmal nimmt die Nordspitze des Schwarzen Sees ein. Es handelt sich um ein bis 4,5 Meter mächtiges mesotroph-saures Verlandungsmoor mit noch intakter Moorvegetation. Neben verschiedenen Torfmoosen sind Bestände des Schmalblättrigen Wollgrases (Eriophorum angustifolium) und des Rundblättrigen Sonnentaus (Drosera rotundifolia) zu finden. Auch die Rispensegge (Carex paniculata) und die Schnabelsegge (Carex rostrata) sowie die Moosbeere (Oxycoccus palustris) wurden im Gebiet nachgewiesen.
Absinkende Grundwasserstände haben beim Verlandungsmoor an der Nordspitze des Schwarzen Sees zum verstärkten Einwandern von Gehölzen, wie der Moorbirke (Betula pubescens) und Kiefer geführt. Der Randbereich wird durch Schwarzerlen und Grauweidengebüsche gebildet. Seit 25. Juli 1984 ist die Nordspitze als Flächennaturdenkmal ausgewiesen.